# Braslou
Braslou település Franciaországban, Indre-et-Loire megyében. Lakosainak száma 320 fő (2022. január 1.). Braslou Braye-sous-Faye, Chaveignes, Courcoué, Jaulnay, Luzé és Razines községekkel határos.

## Népesség
A település népességének változása:
| Lakosok száma | 438  | 360  | 367  | 338  | 306  | 308  | 306  | 301  | 306  | 320  |
|               | 1968 | 1982 | 1990 | 2006 | 2013 | 2015 | 2017 | 2019 | 2020 | 2022 |